# سحلية الحيطان

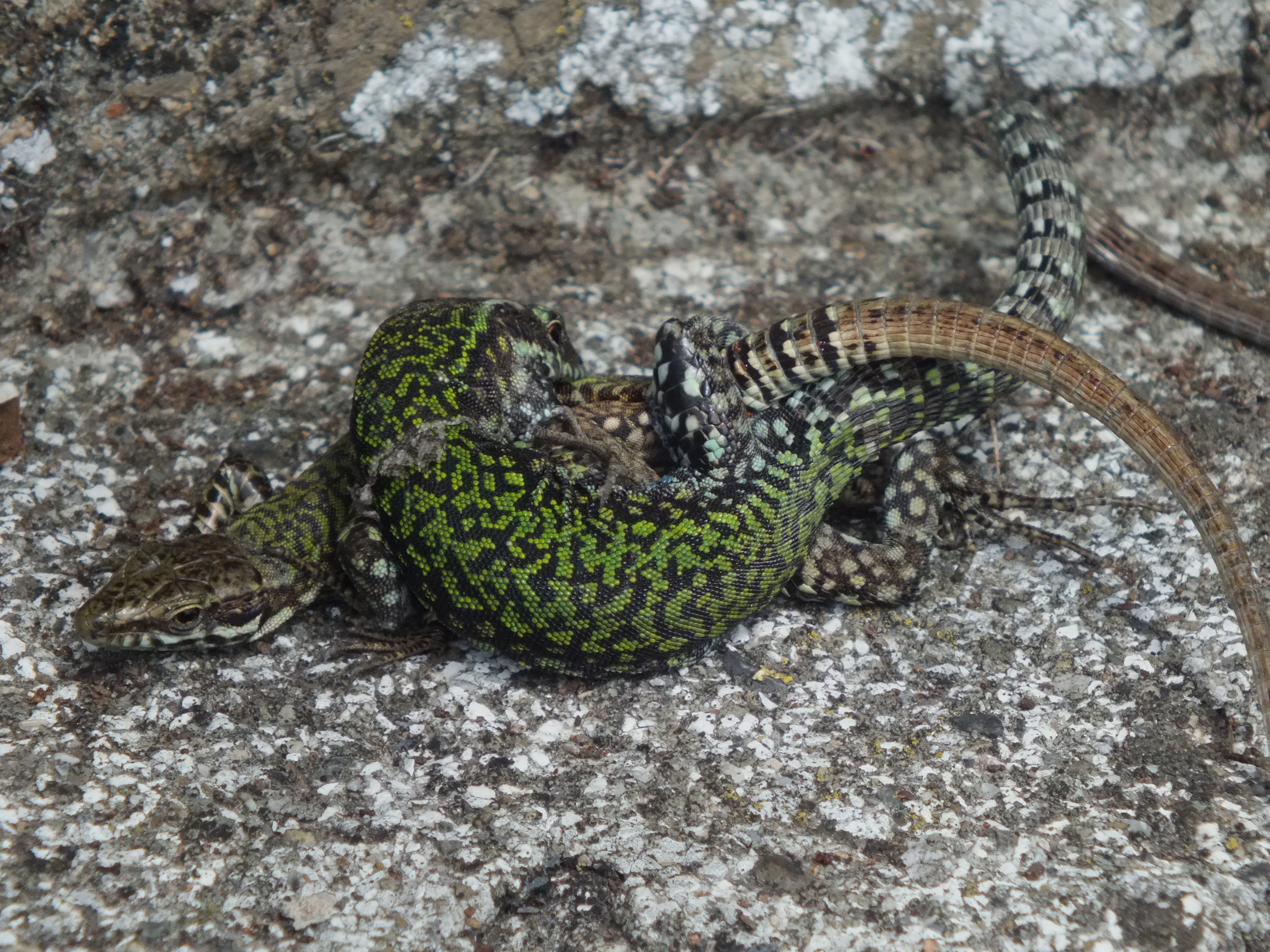
تزاوج السحالي

سحلية الحيطان أو سِقَّاية الحيطان أو عَظاية الحيطان هو نوع من السحالي ينتشر بشكل كبير في أوربة ومجموعات معروفة جيدًا في أمريكة الشمالية، حيث يطلق عليها أيضًا اسم سحلية الجدار الأوروبية . يمكن أن تنمو إلى نحو 20 سـم (7.9 بوصة) في الطول الإجمالي. أظهر الحيوان تباينًا في الأماكن التي أدخل إليهى. عُثِر على حفريات في كهف في اليونان يعود تاريخه إلى الجزء الأول من الهولوسين.